# Le maschere

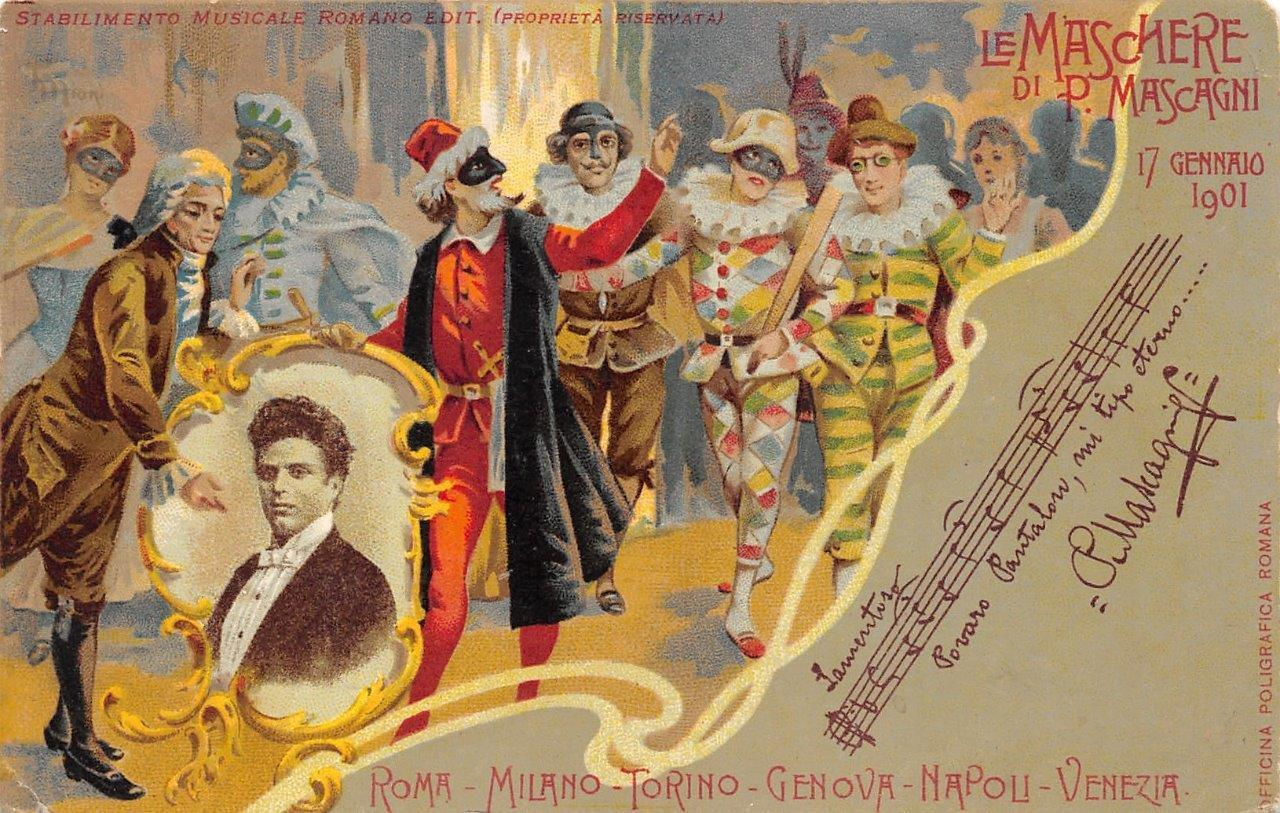
Tarjeta postal antigua de Pietro Mascagni - Le maschere - año 1901.

Le maschere es una ópera en tres actos de Pietro Mascagni sobre un libreto de Luigi Illica. 
El estreno fue el 17 de enero de 1901 y significó un hecho único en toda la historia de la ópera: se representó simultáneamente en seis teatros: Teatro Carlo Felice de Génova, Teatro Regio de Turín, Teatro allá Scala de Milán, Teatro La Fenice de Venecia, Teatro Filarmónico de Verona, y el Teatro Costanzi de Roma. Había una séptima representación en marcha al Teatro San Carlo de Nápoles que no se pudo realizar por la enfermedad del tenor. 
Durante los entreactos, Mascagni era informado a través de telegramas que afluían de toda Italia.
- Datos: Q238785
- Multimedia: Le maschere / Q238785